# Gracianus Municeps
Gracianus Municeps was volgens de legende, zoals beschreven door Geoffrey van Monmouth, onwettig koning van Brittannië. Deze Gracianus is naar alle waarschijnlijkheid dezelfde persoon als de Britse usupator Gratianus (406-407).
Na de dood van keizer Magnus Maximus prepareerde Dionotus zich op het koningschap. Voordat hij de kans kreeg werd hij echter door Gracianus terzijde geschoven.
Gracianus was in opdracht van Maximus naar Brittannië gekomen om de vrede helpen herstellen, nadat de koningen Wanius en Melga van de Picten en de Hunnen het land hadden aangevallen. Hij slaagde erin de legers van de koningen te verslaan, en zij vluchtten naar Ierland. Kort daarop volgde het bericht dat Maximus in Rome was overleden, als gevolg van een aanslag van ofwel een medestander van Gratianus, ofwel een aanhanger van Gracianus Municeps.
Gracianus ontnam Dionotus de kroon, en een wrede heerschappij begon. Na enige tijd volgde een opstand van plebejers en Gracianus kwam om het leven. Hij werd opgevolgd door Constantijn II van Brittannië, de broer van koning Aldroenus van Bretagne.